# آرامگاه میرپنج
آرامگاه میرپنج مربوط به دوره قاجار است و در شهرستان شبستر، بخش مرکزی، شهر خامنه، خیابان شهرداری، جنب شهرداری خامنه واقع شده و این اثر در تاریخ ۲۸ شهریور ۱۳۸۶ با شمارهٔ ثبت ۱۹۵۷۵ به‌عنوان یکی از آثار ملی ایران به ثبت رسیده است.